# Aérodrome de Port Stanley
L'aérodrome de Port Stanley (en anglais : Port Stanley Airport) est un aéroport civil des îles Malouines. Il dessert la ville de Port Stanley, la capitale de l'archipel.

## Situation
La base aérienne RAF Mount Pleasant située à proximité, est cependant le principal aéroport de l'archipel puisqu'elle accepte les vols civils et est dotée de pistes plus longues.
| \| 20 km1:2 678 000 \| RAF · Mount Pleasant Port · Stanley |
| 20 km1:2 678 000                                           |